# Австралійська армія
Австралійська армія або Сухопутні війська Австралії (англ. Australian Army) — сухопутні війська, наземний компонент та найбільший вид Збройних сил Австралії, який разом з Королівськими австралійськими військово-морським флотом та Повітряними силами складають Сили оборони Австралії. Засновані 1 березня 1901 року
Призначенням Сухопутних військ Австралії є захист незалежності, територіальної цілісності та суверенітету Австралії, природних ресурсів, благ, життя і свободи її жителів.
Командувач армії Австралії є безпосереднім керманичем сухопутних військ, який підпорядковується Командувачу австралійських сил оборони, а з питань політики, адміністративних тощо — міністру оборони Австралії.
З моменту заснування сухопутних військ країни солдати та офіцери брали участь у багатьох війнах, кампаніях та битвах. Проте, тільки під час Другої світової війни бойові дії відбувалися на території Австралії.

## Історія
Австралійська армія веде свою історію від злиття у березні 1901 року шести окремих колоніальних військових частин. У період з 1901 по 1947 року регулярні сили були обмежені в чисельності, тому значну частку армії у мирний час становили резервні воєнізовані підрозділи громадян, також відомі, як міліція, та експедиційні сили (Перші та Другі Австралійські імперські сили), які брали участь у Першій та Другій світових війнах відповідно.
Після 1947 року Австралія сформувала кадрові піхотні війська, а резервні компоненти почали скорочуватися та втрачати свою первинну роль в обороні країни.
Протягом свого існування Сухопутні війська Австралії брали участь у наступних війнах: Друга англо-бурська (1899–1902), Перша світова (1914–18), Друга світова (1939–45), Корейська (1950–53), Малайська (1950–60), в Індонезійсько-малайзійській конфронтації (1962–66), В'єтнамській війнах (1962–73) та останнім часом в Афганістані (2001—2014) та Іраку у 2003—2011 та разом з американцями з 2014 року.

## Озброєння та військова техніка армії Австралії

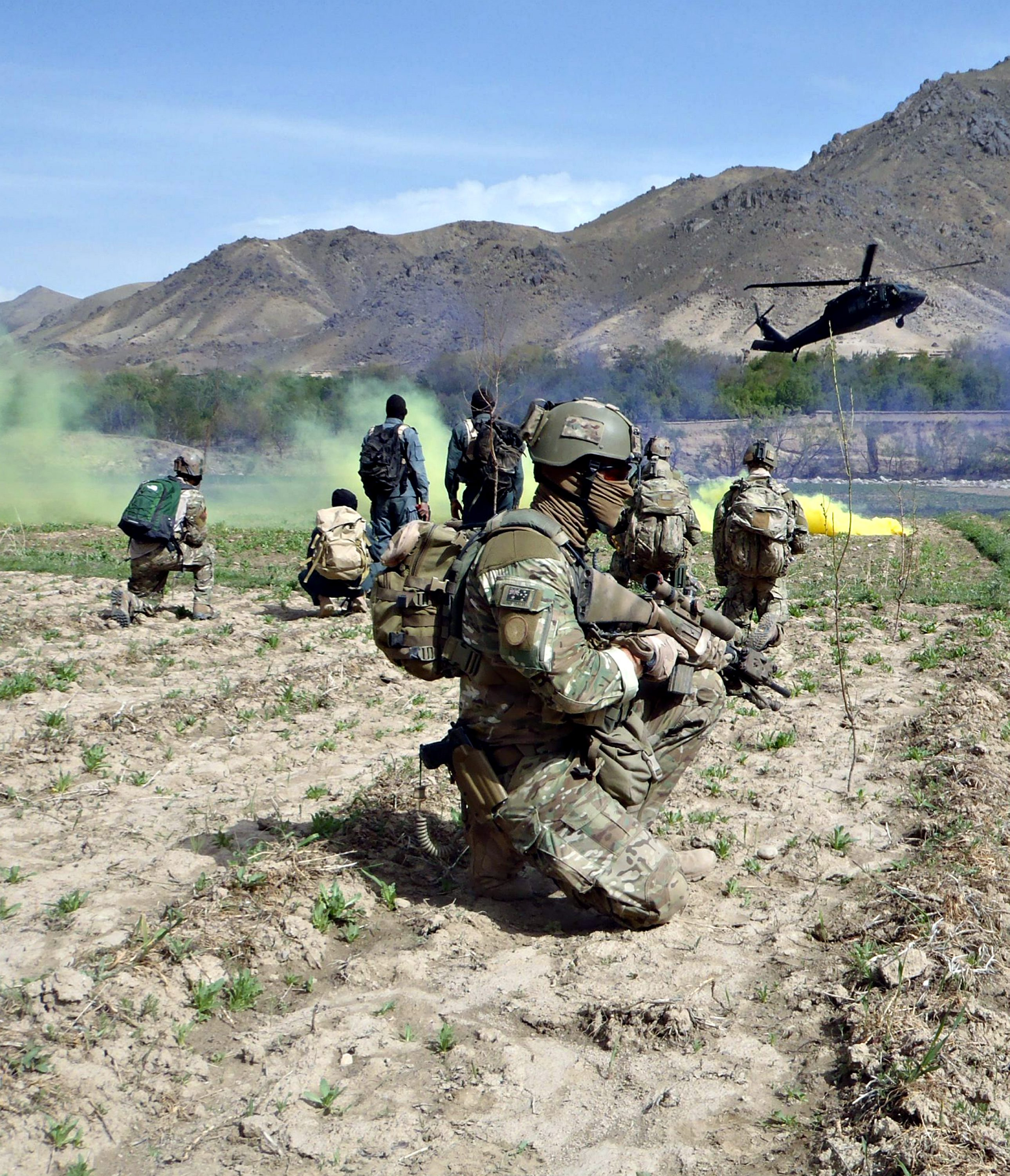
Підрозділ ССО Австралії, оснащений гвинтівками SR-25 та пістолетами Heckler & Koch USP, очікують на ексфільтрацію з місця проведення спецоперації. Урузган, Афганістан. 3 червня 2011

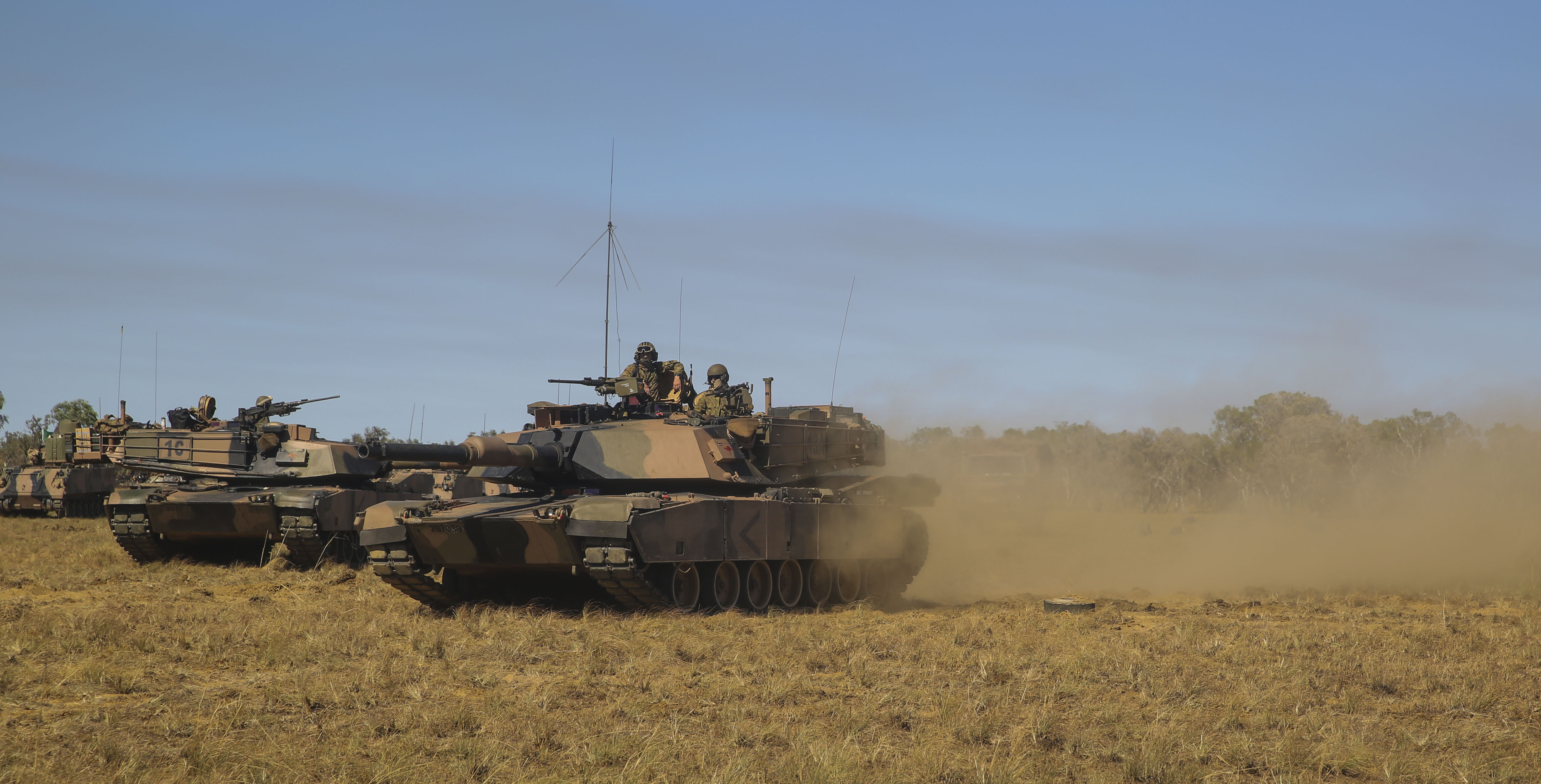
Австралійські M1 Abrams, основний бойовий танк армії країни

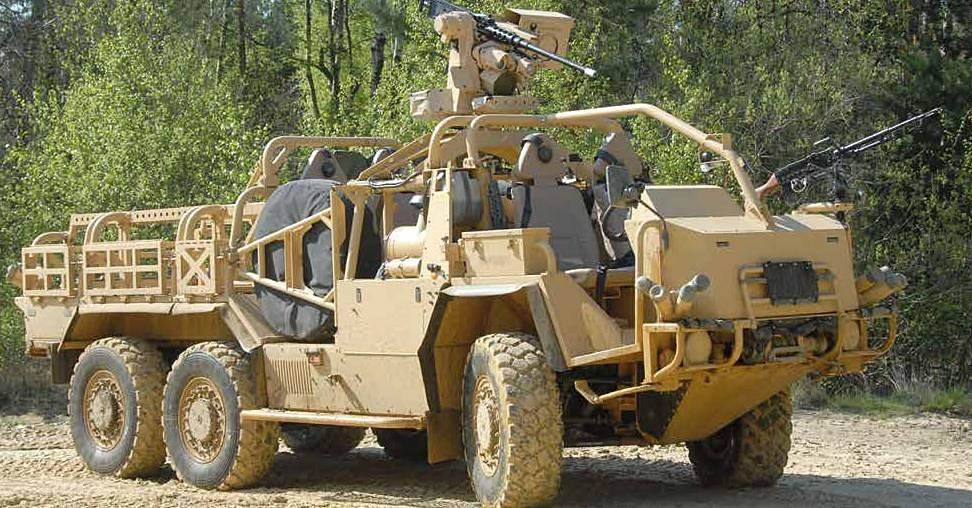
Австралійський високомобільний транспортер HMT Extenda Mk1

| Стрілецька зброя               | F88 Austeyr (гвинтівка), F89 Minimi (ручний кулемет), Browning Hi-Power (службовий пістолет), MAG-58 (єдиний кулемет), SR-25 (марксманська гвинтівка), SR-98 (снайперська гвинтівка), HK417 (марксманська гвинтівка), Mk48 Maximi, AW50F |
| ССО                            | M4 carbine, HK P8, SR-25, F89 Minimi, MP5, SR-98, Mk48 Maximi, HK416, HK417, Blaser R93 Tactical, Barrett M82, Mk 14 EBR |
| Основний бойовий танк          | 59 M1A1 Abrams |
| БРЕМ                           | 7 БРЕМ M88A2 Hercules ще 6 замовлено після 2015 року |
| БМП                            | 257 ASLAV |
| БТР                            | 431 БТР M113 модернізовані до рівня M113AS3/4 (близько 100 з них заплановано перемістити до резерву) |
| Бронеавтомобіль                | 838 Bushmaster PMV, ще 214 на замовленні з липня 2012,ще 31 HMT Extenda Mk1 та 89 HMT Extenda Mk2 на замовленні |
| Легкий військовий позашляховик | 1 200 G-Wagon 4×4 та 6x6, 10 000 Land Rover FFR та GS, 1 295 Unimog 1700L |
| Артилерія                      | 112 105-мм легких гармат L118/L119 (у резерві), 36 155-мм гаубиць M198 (у резерві), 52 155--мм гаубиць M777 |
| ЗРК                            | 36 ПЗРК RBS-70 |
| Радар                          | AN/TPQ-36, AMSTAR Ground Surveillance RADAR, AN/TPQ-48 Lightweight Counter Mortar Radar, GIRAFFE FOC, Portable Search and Target Acquisition Radar — Extended Range.                                                                     |
| БПЛА                           | Insitu Aerosonde, Elbit Systems Skylark та Boeing ScanEagle |

| Bell 206B-1 Kiowa          | легкий розвідувальний вертоліт | 206B-1                             | 27      | замінюється на Eurocopter Tiger та Eurocopter EC135. 56 перебуває на службі |
| Boeing CH-47 Chinook       | транспортний вертоліт          | CH-47D CH-47F                      | 2 10    | 1 CH-47D з шести, що брали участь в операції «Сліппер» в Афганістані був втрачений 30 травня 2011 року. У грудні 2011 замовлено ще 2 вертольоти додатково; замовлено 7 CH-47F, які прийдуть на заміну CH-47D. Усі сім одиниць замовлення «Chinook» надійшли у серпні 2015. У грудні Держдепартамент США погодив продаж ще трьох транспортних вертольотів CH-47F. У 2016 Біла книга оборони Австралії підтвердила придбання трьох CH-47F. |
| Eurocopter EC135           | Навчальний гелікоптер          | EC135T2+                           | 1       | Для навчання пілотів армійської авіації та флоту замовлено 15 навчальних систем (англ. Helicopter Aircrew Training System (HATS) Navy. |
| Eurocopter Tiger           | Ударний вертоліт               | Tiger ARH                          | 22      | На початку липня 2011 завершено поставку вертольотів. Повну оперативну спроможність набули 14 квітня 2016 року. |
| Sikorsky S-70 Black Hawk   | Багатоцільовий гелікоптер      | S-70A-9                            | 34      | У червні 2018 заплановано заміна на MRH 90. 18 з них входитимуть до складу сил авіаційної підтримки сил спеціальних операцій Австралії до кінця 2021 року. |
| NHIndustries MRH-90 Taipan | Багатоцільовий гелікоптер      | TTH: Tactical Transport Helicopter | 33 (41) | 27 на службі (березень 2014). Загалом 47 на замовленні (у тому числі 6 для Королівського флоту) |

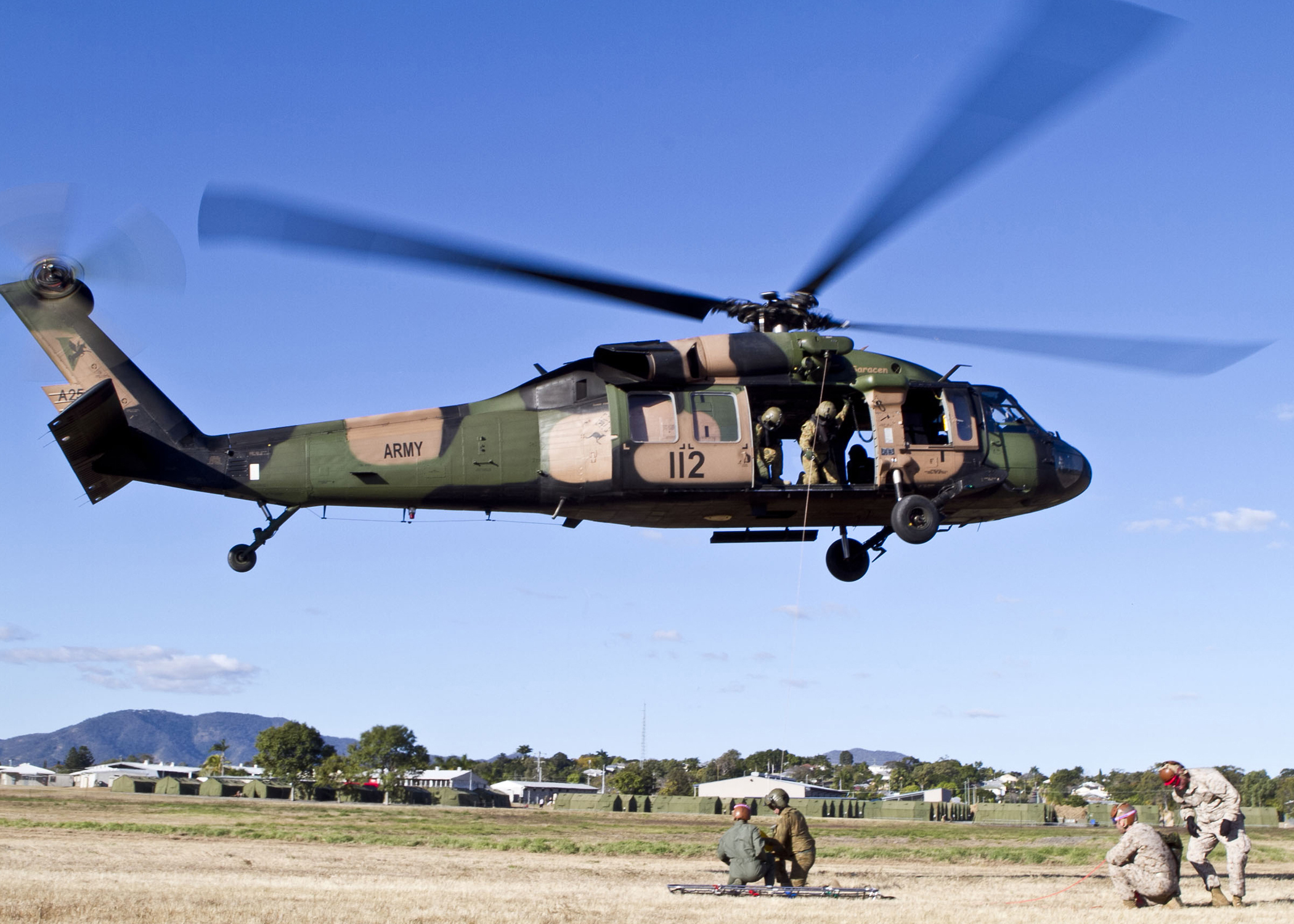
Австралійський Sikorsky S-70 Black Hawk
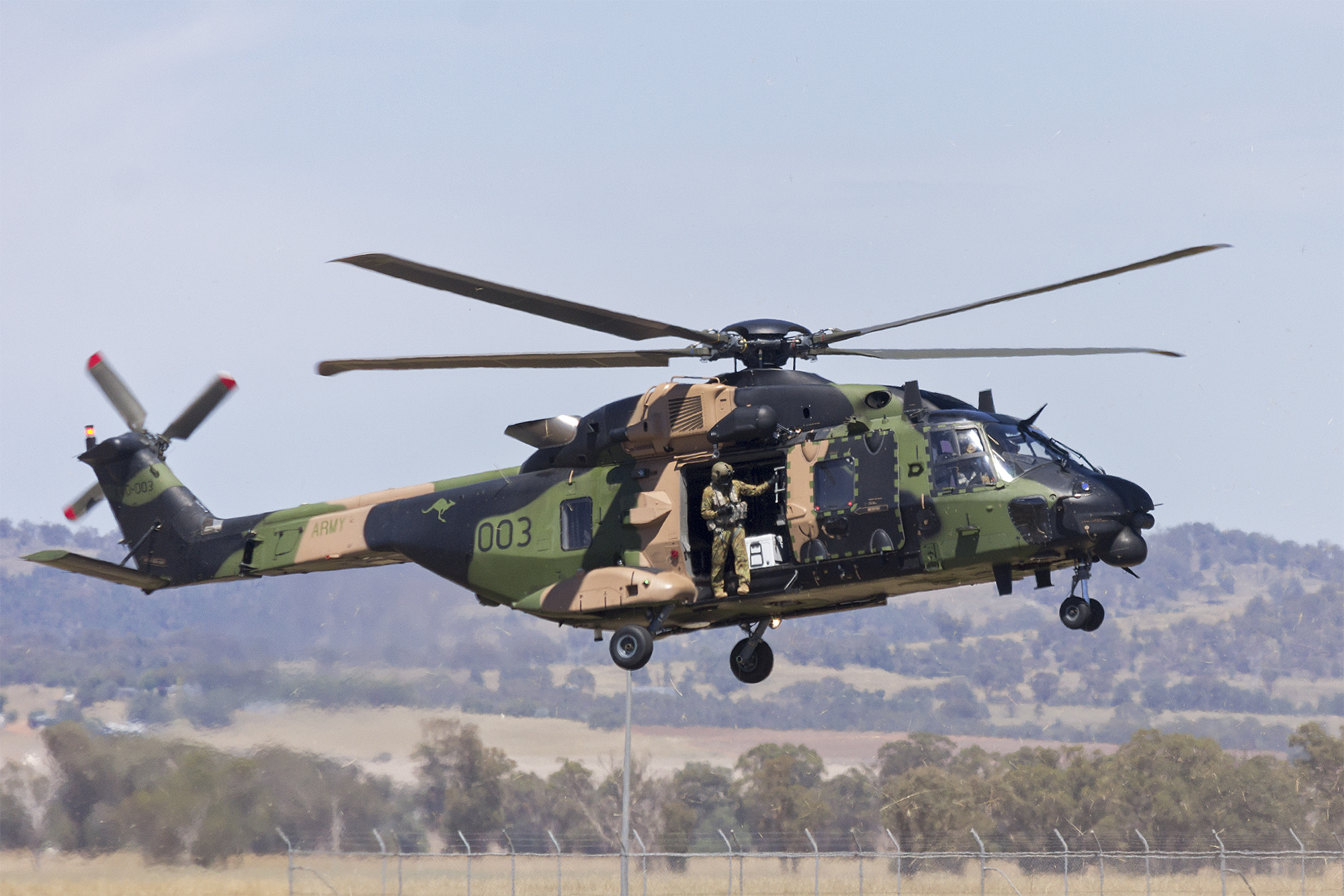
Австралійський MRH-90
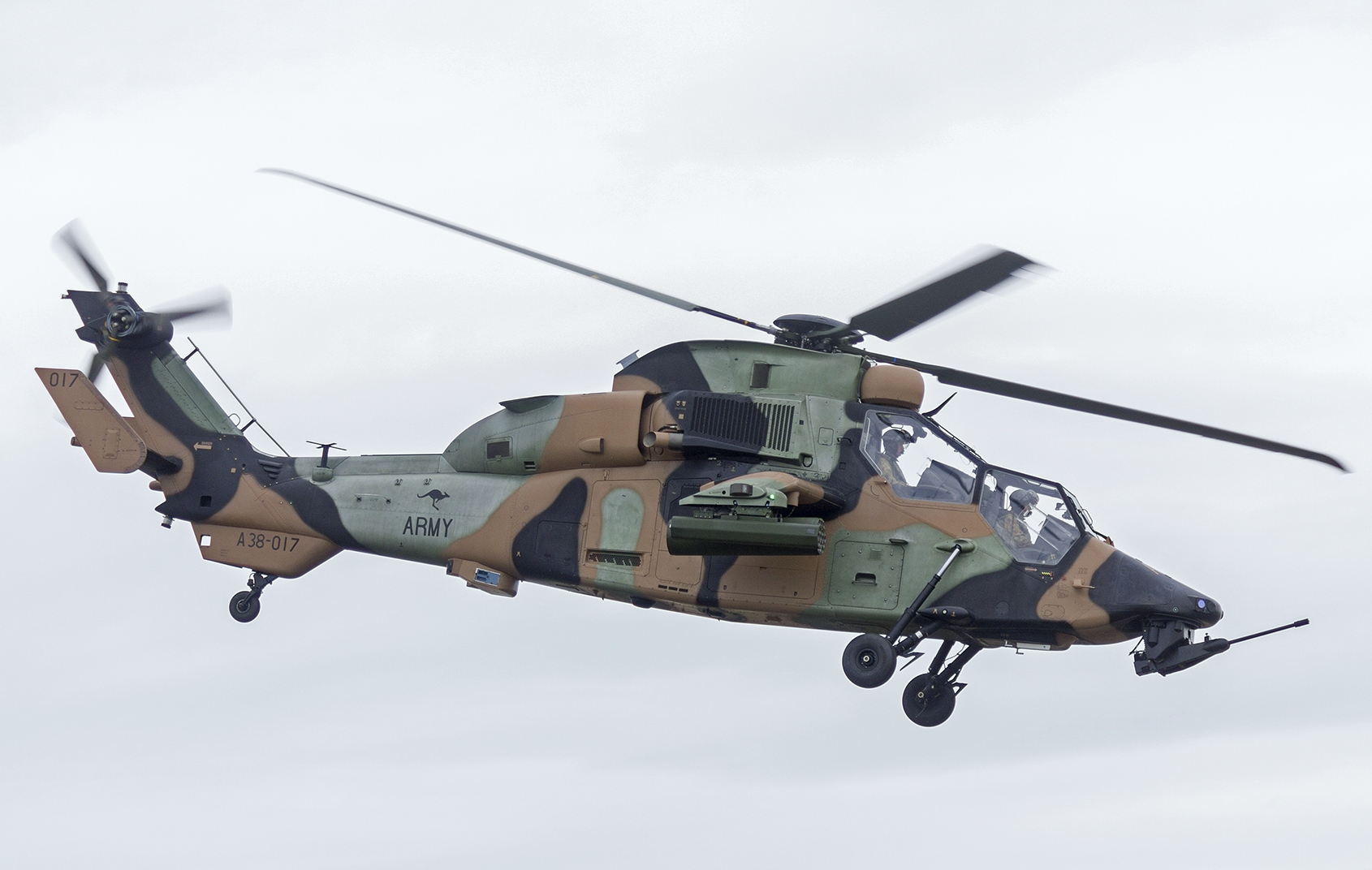
Австралійський Tiger ARH

## Військові звання
|                  | Генеральські звання Австралійської армії |                           |                        |                             |
| фельдмаршал (FM) | генерал (GEN)                            | генерал-лейтенант (LTGEN) | генерал-майор (MAJGEN) | бригадний генерал (до 1922) |
| [ 21 ]           |                                          |                           |                        |                             |

| Старший офіцерський склад Австралійської армії | Старший офіцерський склад Австралійської армії | Середній офіцерський склад Австралійської армії | Середній офіцерський склад Австралійської армії |
| ---------------------------------------------- | ---------------------------------------------- | ----------------------------------------------- | ----------------------------------------------- |
| бригадир (BRIG) (з 1928)                       | полковник (COL)                                | підполковник (LTCOL)                            | майор (MAJ)                                     |
|                                                |                                                |                                                 |                                                 |

| Молодший офіцерський склад Австралійської армії | Молодший офіцерський склад Австралійської армії | Молодший офіцерський склад Австралійської армії |
| ----------------------------------------------- | ----------------------------------------------- | ----------------------------------------------- |
| капітан (CAPT)                                  | лейтенант (LT)                                  | другий лейтенант (2LT)                          |
|                                                 |                                                 |                                                 |

| Кандидати в офіцери Австралійської армії | Кандидати в офіцери Австралійської армії |
| ---------------------------------------- | ---------------------------------------- |
| кандидат в офіцери (OCDT)                | кадет (SCDT)                             |
|                                          |                                          |

| Ворент-офіцери | Ворент-офіцери                              | Ворент-офіцери                              | Ворент-офіцери                                     | Ворент-офіцери                                     | Ворент-офіцери                                     |
| --- | ------------------------------------------- | ------------------------------------------- | -------------------------------------------------- | -------------------------------------------------- | -------------------------------------------------- |
| Ворент-офіцер (WO)*                                                                                               | Ворент-офіцер (WO)*                         | Ворент-офіцер 1 класу (WO1)                 | Ворент-офіцер 1 класу (WO1)                        | Ворент-офіцер 2 класу (WO2)                        | Ворент-офіцер 2 класу (WO2)                        |
| |                                             |                                             |                                                    |                                                    |                                                    |
| * Сержант призначений полковим сержант-майором армії (RSM-A) є єдиною особою, що має такий ранг.                  |                                             |                                             |                                                    |                                                    |                                                    |
| Старший сержантський склад                                                                                        |                                             |                                             |                                                    |                                                    |                                                    |
| штаб-сержант (SSGT) (заплановано скасувати)                                                                       | штаб-сержант (SSGT) (заплановано скасувати) | штаб-сержант (SSGT) (заплановано скасувати) | сержант (SGT)                                      | сержант (SGT)                                      | сержант (SGT)                                      |
| |                                             |                                             |                                                    |                                                    |                                                    |
| Молодший сержантський склад                                                                                       |                                             |                                             |                                                    |                                                    |                                                    |
| капрал (CPL) / бомбардир (BDR)                                                                                    | капрал (CPL) / бомбардир (BDR)              | капрал (CPL) / бомбардир (BDR)              | молодший капрал (LCPL) / молодший бомбардир (LBDR) | молодший капрал (LCPL) / молодший бомбардир (LBDR) | молодший капрал (LCPL) / молодший бомбардир (LBDR) |
| |                                             |                                             |                                                    |                                                    |                                                    |
| Рядовий склад |                                             |                                             |                                                    |                                                    |                                                    |
| сапер (SPR) / рядовий (PTE) / трупер (TPR) / навідник (GNR) / сигнальник (SIG) / крафтмен (CFN) / музикант (MUSN) |                                             |                                             |                                                    |                                                    |                                                    |
| Без знаків розрізнення                                                                                            |                                             |                                             |                                                    |                                                    |                                                    |